# Llindar de Camarinal
El  llindar de Camarinal  és el llindar batimètric (equivalent submarí al coll de muntanya) que separa el mar Mediterrani i l'oceà Atlàntic. Separa les conques mediterrània i atlàntica i va aconseguir la seva actual configuració durant la inundació Zancliana del Mediterrani, que va posar fi a la dessecació del Mediterrani al final de la Crisi de salinitat del Messinià. La força de les aigües va conduir a l'erosió del fons marí.
Està localitzat al costat del Banc d'Espartel (també anomenat Majuán).
Aquest llindar és la profunditat mínima del sòl marí que connecta la península Ibèrica i Àfrica. Està situat al costat de l'estret de Gibraltar, a una profunditat de 280 m. Les aigües marines que circulen entre els dos dominis oceànics amb forma de forts corrents han de superar aquesta profunditat.